# 藤岡勇貴
藤岡 勇貴（ふじおか ゆうき、1984年7月8日 - ）は、サンテレビジョン（SUN-TV）の報道部に所属するキャスターで、元・同局社会情報部キャスター、および青森朝日放送アナウンサー。
兵庫県洲本市出身。血液型はO型。東日本大震災ボランティアグループ「勇往会」の代表で、防災士の資格を保有する。

## 経歴
10歳だった1995年1月17日の午前5時46分に、サンテレビの放送対象地域である洲本市内に所在していた実家で就寝中に阪神・淡路大震災に遭遇。実家では屋根瓦の一部が落下したり、外壁にヒビが入ったりしたものの、自身や家族は難を逃れていた。もっとも、この実家は2004年の平成16年台風第23号で浸水。さらに、洲本市による「全壊」の判定を受けて、解体を余儀なくされた。自身は大阪市立大学経済学部への進学に伴って実家を離れていたものの、学内の放送研究会で活動していたことから、実家の解体が決まったことを受けて『見落とされた災害報道』というドキュメンタリーを制作。本人は後に、「平成16年台風第23号では、義援金などの支援をめぐって、洲本市と他の被災自治体の間に差が生じていた。このような事実に対して『洲本市に関する報道は、他の地域に比べて少なかったのではないか』との疑問が湧いたことから、『自分が（将来）取材する立場になったら、（当時の洲本市のように主要メディアで）「報道されない側」（の人々や状況）を取り上げよう』と決意した」と語っている。
大学卒業後の2007年4月1日付で、鈴木理香子と共に、アナウンサーとして青森朝日放送に入社。2008年には、第90回全国高等学校野球選手権青森大会準々決勝・青森山田高校対青森高校 戦テレビ中継の実況で、第7回ANNアナウンサー賞高校野球実況部門の奨励賞を受賞した。
その一方で、2011年3月11日の午後2時46分には、青森朝日放送の本社（青森市）で勤務中に東日本大震災へ遭遇。発災を受けて放送対象地域の青森県内に大津波警報が出されたため、本社のスタジオから県内の視聴者に向けて避難を呼び掛けていた。この震災における県内の被害は震源に近い岩手県や近隣の宮城・福島両県より小さかったものの、本人は「家族や家を失った当事者の苦しみに、地域や数は関係ない」という姿勢で、青森県内の被災状況を細かく取材。取材の成果は、青森朝日放送が所属するテレビ朝日系列の全国ネット向け番組を通じて県外にも伝えられた。もっとも、発災の直後には青森県内でも停電が発生していたため、そのことを知った時には「テレビの無力さを感じた」という。
また、青森朝日放送ではドキュメンタリーのディレクターとしても活動。東日本大震災関連以外の番組では、『Dr.ぜんすけ～人情医師が残してくれたもの～』（2014年9月24日放送）の制作によって、第52回ギャラクシー賞テレビ部門奨励賞を受賞した。
2015年3月31日付で青森朝日放送を退職。翌4月1日付で、独立局のサンテレビへ移籍した。サンテレビには報道記者として採用されていたが、青森県との縁は移籍後も続いていて、2019年9月9日から2年間にわたって「元気あおもり応援隊員」を委嘱されていた。
サンテレビへの移籍当初は報道部に所属したが、後に社会情報部へ異動。アナウンサーではないが、『NEWS PORT』（2018年3月30日まで放送されていたローカルワイドニュース）や報道特別番組などで、不定期ながら放送に登場していた。同年4月3日からは、『情報スタジアム　4時!キャッチ』（『NEWS PORT』の後継番組）の火・木曜日で、サブキャスターとニュース解説をレギュラーで担当。『4時!キャッチ』の終了（2021年3月19日）に伴って、同年4月1日から報道部へ復帰するとともに、後継番組の『NEWS×情報 キャッチ+』でニュースキャスターを務めている。
「行く先々で（取材を通じて）災害に向き合ううちに、いつしか『震災（の実態や影響）を伝えることが自分の使命』と考えるようになった」とのことで、サンテレビへの移籍後は、大津波警報や津波警報が兵庫県内へ出された際に8ヶ国語（日本語・英語・中国語・韓国語・ベトナム語・ネパール語・タガログ語・ポルトガル語）で視聴者に避難を呼びかけるVTRの制作を提案。2022年7月からの撮影と編集を経て、2023年の12月に完成させた。翌2024年の1月1日に発生した能登半島地震では、津波警報が兵庫県の北部に出されたことを受けて、サンテレビがこのVTRを地上波放送・YouTube・X（twitter）で初めて流している。本人によれば、「（阪神・淡路大震災の発災を機に『多言語対応のコミュニティ放送局』として神戸市の長田区内に誕生した）エフエムわいわいを取材した際に、海外出身のMCから『発災の当時は日本語が分からなかったので、どうしたらいいか不安になった』と言われたことが制作のきっかけになった」とのことで、YouTubeやXでのサイマル（地上波放送との同時）配信については「（東日本大震災発災直後の青森県内のように）停電でテレビを視聴できなくなっていても、SNSを通じてインターネットで拡散されるだけでも意味はある」と述べている。
なお、2024年3月4日付『朝日新聞』朝刊3面の「ひと」欄では、前述した半生や活動が「言語の避難呼びかけVTRを作ったニュースキャスター」というタイトルで取り上げられている。

## 現在の出演番組
- NEWS×情報 キャッチ+（2021年4月5日 - 、ニュースキャスター）
  - 「情報+」（地域情報パート）と「ニュース+」（兵庫県内向けのニュースパート）で構成されていた2022年度までは、月 - 水曜日の「ニュース+」を担当。このような2部構成が廃止された2023年度以降は、全曜日に出演している。

## 過去の出演番組

### サンテレビ記者時代
- NEWS PORT（不定期・記者リポート）
- 「炎の証言～神戸空襲70年 継承への警鐘～」2015年8月9日放送（ディレクター兼ナレーション）
- 情報スタジアム　4時!キャッチ（2018年4月3日 - 2021年3月18日）
  - 「サンテレビ社会情報部　藤岡勇貴」名義で、ディレクターや火・木曜日のサブキャスターを担当。

### 青森朝日放送アナウンサー時代
- スーパーJチャンネルABA（隔週でキャスター担当）
- ABAニュース
- Message
- シュワっと爽快バラエティー まるっと!（ナレーション）
- 高校野球中継
- ワンポチッ
- ニジドキ!

## 過去の制作番組
ディレクターとして下記番組の制作に携わる。
- BS朝日・青森朝日放送制作「よみがえれ！東北　～もう一度、この地で～」
- 青森朝日放送制作「地域防災への道しるべ～東日本大震災の教訓～」
- 青森朝日放送制作 ANN系列全国ネット テレメンタリー2012「負けるもんか！～家族の絆で～」
- 青森朝日放送制作 ANN系列全国ネット テレメンタリー2014「Dr.ぜんすけ～青森の神様になったる～」
- 青森朝日放送制作「Dr.ぜんすけ～人情医師が残してくれたもの～」